# Zygogynum vinkii
Zygogynum vinkii är en tvåhjärtbladig växtart som beskrevs av F.B. Sampson. Zygogynum vinkii ingår i släktet Zygogynum och familjen Winteraceae. Inga underarter finns listade.